# Sveti Gordijan
Sveti Gordijan, rimski krščanski svetnik ter mučenec * ?, † 10. maj 362 n. št. Rim, Rimsko cesarstvo.

## Življenje, smrt in češčenje
Gordijan je bil rimski pogan  in sodnik . On je poskušal pregovoriti Januarija , naj bi prinesel daritev cesarju, vendar namesto da bi on njega prepričal, se je končno sam spreobrnil na krščanstvo  skupaj s svojimi podložniki.
Njegov naslednik Apronijan (Apronianus) ga je obtožil zaradi krščanske vere, nakar su ga hudo mučili in na koncu obglavili . Njegovo truplo so kristjani pobrali in pokopali na Latinski cesti  v Rim u poleg trupla svetega Epimaha  (Sanctus Epimachus), ki so g tam pred nedavnim bili pokopali. Svetnika sta dala ime pokopališču in ju odslej častijo v Cerkvi skupno kot svetega Gordijana in Epimaha. 
Svetemu Gordujanu je posvečena cerkev v Saint-Paul-d'Oueilu v Franciji .